# É de Chocolate
"É de Chocolate" é uma música dos cantores Patricia Marx e Luciano Nassyn, lançada em 1984. Trata-se de uma composição de Michael Sullivan e Paulo Massadas que faz parte do álbum Clube da Criança, lançado no mesmo ano. Tem a participação especial de Robertinho de Recife e Emilinha.
Tornou-se o primeiro sucesso da dupla, e foi regravada por vários artistas no decorrer dos anos.  
Em 1985, se formaria o grupo Trem da Alegria do qual Patricia e Luciano faziam parte, em decorrência desse fato, a música é creditada como parte do repertório do grupo, sendo incluída em algumas de suas compilações.
Em 2010, foi cantada na turnê de comemoração dos 25 anos do Trem da Alegria da qual faziam parte Luciano e Patricia.. Em 2019, a dupla se reuniu novamente para uma turnê comemorativa que recebeu o nome de Trem da Alegria Celebration e mais uma vez entrou para o setlist.

## Produção e lançamento
Nos anos de 1980, o cantor Robertinho de Recife fazia sucesso com a sua esposa Emilinha e em uma ocasião gravou a canção "Elefante" da qual fazia parte um coro de crianças. A música chamou atenção da gravadora RCA, que queria repetir o êxito em outra canção infantil. Mesmo contra a vontade, os cantores acabaram por fazer uma participação especial em "É de Chocolate".
Um LP 12" e promocional foi lançado pela RCA (Sony Music) antes do lançamento do álbum Clube da Criança. O single tem duas versões, a primeira versão traz uma mensagem da gravadora na contracapa, já a segunda versão, lançada após o lançamento do álbum, tem na contracapa a ficha técnica, os créditos das músicas e a letra de "É de Chocolate". Somente a segunda versão do single tem como b-side a música "Dorme Meu Bem".
- Mensagem do single: (1ª versão)[7]

| “ | "É de Chocolate a Festa no Clube da Criança: Patrícia e Luciano, nos seus nove anos de idade. abrem as portas para a festa de apresentação do Clube da Criança. Os primeiros convidados, Emilinha e Robertinho de Recife, vieram pelas mãos da criançada. Seguiram um caminho que fica além do horizonte, por detrás do arco-íris e, com Patrícia e Luciano cantam É DE CHOCOLATE. Essa música é tão somente o cartão de apresentação do LP que em março, estará em todas as lojas do Brasil, com muitos outros convidados. Todos juntos, então, vão se divertir a valer num lugar onde o sonho colorido pode ser fada, duende ou anjo alado. No Clube da Criança o sonho pode ser o que se quiser e todos os amigos serão bem-vindos, como são bem-vindas a música e a alegria." | ” |

"É de Chocolate" é creditada como sendo do grupo Trem da Alegria pelo fato dos dois artistas (Patricia e Luciano) terem feito parte, em 1985, da primeira formação do grupo, junto com Juninho Bill. A coletânea de sucessos do Trem da Alegria, também intitulada Trem da Alegria incluiu a faixa, bem como a compilação Focus: O essencial de Trem da Alegria da gravadora BMG, lançada em 1999.

## Recepção comercial
A canção fez sucesso, chegando a ter 40 execuções diárias apenas entre o Rio de Janeiro e em São Paulo contribuindo para que o disco recebesse um certificado de platina. Segundo a revista Continente, no dia em que recebeu o prêmio, Robertinho de Recife (que gravou a música contra sua vontade) chegou da cerimônia de entrega e o jogou pela janela do seu apartamento, no 12º andar.

## Versões
Em 1989, a atriz e cantora mexicana Angélica Vale gravou uma versão em espanhol da música, chamada de "Es de Chocolate", para seu álbum homônimo. Onze anos mais tarde a canção apareceria na sua compilação de sucessos: 20 Grandes Exitos.
Em 1991, o Grupo Chocolate a regravou em seu álbum A Festa do Chocolate.
Para comemorar seus 20 anos de carreira Xuxa regravou a canção em seu álbum Sexto Sentido, de 1994.
María Antonieta de las Nieves, famosa no Brasil por ter interpretado a personagem Chiquinha no seriado Chaves, gravou uma versão em espanhol da música em 1996 no álbum Aqui Está... la Chilindrina! A canção também fazia parte de shows da artista pelo México.

## Listas de faixas
- Créditos adaptados da contracapa do compacto É de Chocolate.[7]

| Lado A         |                  |                                   |                                                                                              |         |  |
| N.º            | Título           | Compositor(es)                    | Intérprete(es)                                                                               | Duração |  |
| 1.             | "É de Chocolate" | Michael Sullivan e Paulo Massadas | Patrícia Marx e Luciano Nassyn, com participação especial de Emilinha e Robertinho de Recife | 4:02    |  |
| Duração total: | Duração total:   | Duração total:                    | Duração total:                                                                               | 4:02    |  |

| Lado B         |                  |                                   |                                                                                              |         |  |
| N.º            | Título           | Compositor(es)                    | Intérprete(es)                                                                               | Duração |  |
| 1.             | "É de Chocolate" | Michael Sullivan e Paulo Massadas | Patrícia Marx e Luciano Nassyn, com participação especial de Emilinha e Robertinho de Recife | 4:02    |  |
| Duração total: | Duração total:   | Duração total:                    | Duração total:                                                                               | 4:00    |  |